# Maskelynite
La maskelynite è un materiale vetroso che si ritrova nelle meteoriti e nei crateri meteoritici: ha preso il nome dal geologo inglese Mervin Herbert Nevil Story-Maskelyne.
La maskelynite ha una composizione simile al plagioclasio con cui s'identifica se fusa e ricristallizzata.

## Origine
Inizialmente si ritenne che la maskelynite derivasse dalla trasformazione in vetro diaplettico del plagioclasio allo stato solido sottoposto a pressioni relativamente basse (250 - 300 kilobar) e a basse temperature (350 °C) causate da onde di shock (esperimento di Milton e de Carli).
Dal 1997 questa teoria è stata messa in dubbio, ed attualmente si ritiene che il vetro della maskelynite si formi dalla solidificazione di minerali ad alta densità fusi da onde di shock che danno origine a onde di pressioni più elevate.

## Luoghi di ritrovamento
La maskelynite è stata scoperta per la prima volta nel 1872  nella meteorite di Shergotty da Gustav Tschermack come vetro isotropo di origine sconosciuta con una composizione simile alla Labradorite: minerali vetrosi simili furono trovati nelle meteoriti condritiche e nelle meteoriti di origine marziana (SNC).
Nel 1963, D. J. Milton e P. S. de Carli hanno creato vetri simili alla maskelynite sottoponendo gabbro a onde di shock esplosive: nel 1967 T. E. Bunch e altri, hanno identificato della maskelynite nei crateri meteorici di Clearwater West e di Manicouagan.